# Comité Central Israelita del Uruguay
El Comité Central Israelita del Uruguay (CCIU) es una organización paraguas uruguaya representante de la colectividad judía del país. Integrada por 29 instituciones judías sionistas, fue fundada en 1940 para servir como un organismo centralizador y representativo ante la sociedad civil y el espectro político, así como coordinar obras sociales y culturales, y luchar contra el antisemitismo.

## Historia
La presencia judía en Uruguay se remota a la época colonial, en la que habían arribado, a la entonces Banda Oriental, conversos que huían de la inquisición española. Una vez terminado este sistema y con la creación del Estado Oriental del Uruguay, comenzó darse aún más la inmigración judía en el país.
Sin embargo, la inmigración judía significativa a Uruguay comenzó a finales del siglo XIX, con la llegada de judíos, principalmente sefaradíes, provenientes de Argentina y Brasil. Iniciado el siglo XX y debido a las persecuciones en Europa Oriental, una gran de asquenazíes se asentaron en el país; el barrio montevideano de Villa Muñoz se volvió el núcleo de la comunidad judía, donde se establecieron sinagogas y escuelas.Existía diversidad entre los judíos que llegaban a Uruguay, tanto en religiosidad como en lenguas, ya que se hablaba tanto el yidis, como el ladino.
Debido al auge del nazismo y el fascismo en Europa a partir de la década de 1930 comenzó a producirse inmigración desde Europa Central y Occidental. Asimismo, la colectividad judeo-uruguaya ―hasta entonces estaba agrupada en comunidades en base a la procedencia― se asoció para crear una organización que agrupara y representara políticamente a toda la colectividad. De esta forma, el 11 de diciembre de 1940, con la unión de la Comunidad Israelita del Uruguay, la Comunidad Israelita Sefaradí, la Nueva Congregación Israelita y la Comunidad Israelita Húngara, nació el Comité Central Israelita del Uruguay.
En septiembre de 1942 los objetivos de los estatutos fundacionales fueron aprobados por el Ministerio de Educación y Cultura, que le otorgó al Comité la personería jurídica.